# Zjawisko ideomotoryczne

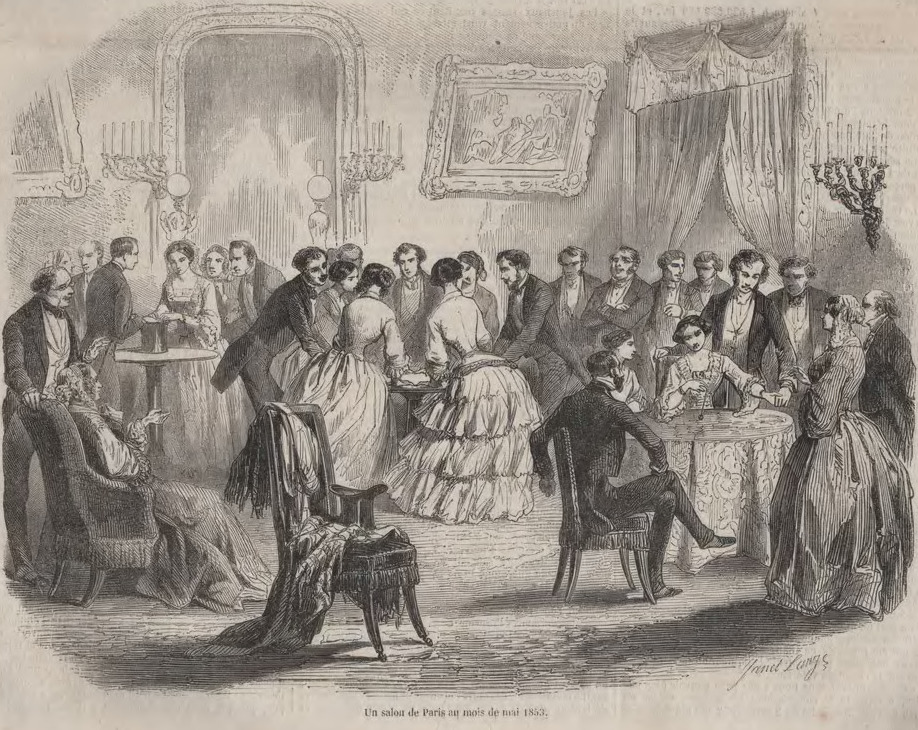
Przykład obracania stołu w XIX-wiecznej Francji. Krąg uczestników przyciska ręce do stołu, a efekt ideomotoryczny powoduje, że stół przechyla się w taki sposób, że powstaje pisemna wiadomość, w sposób podobny do tablicy ouija.

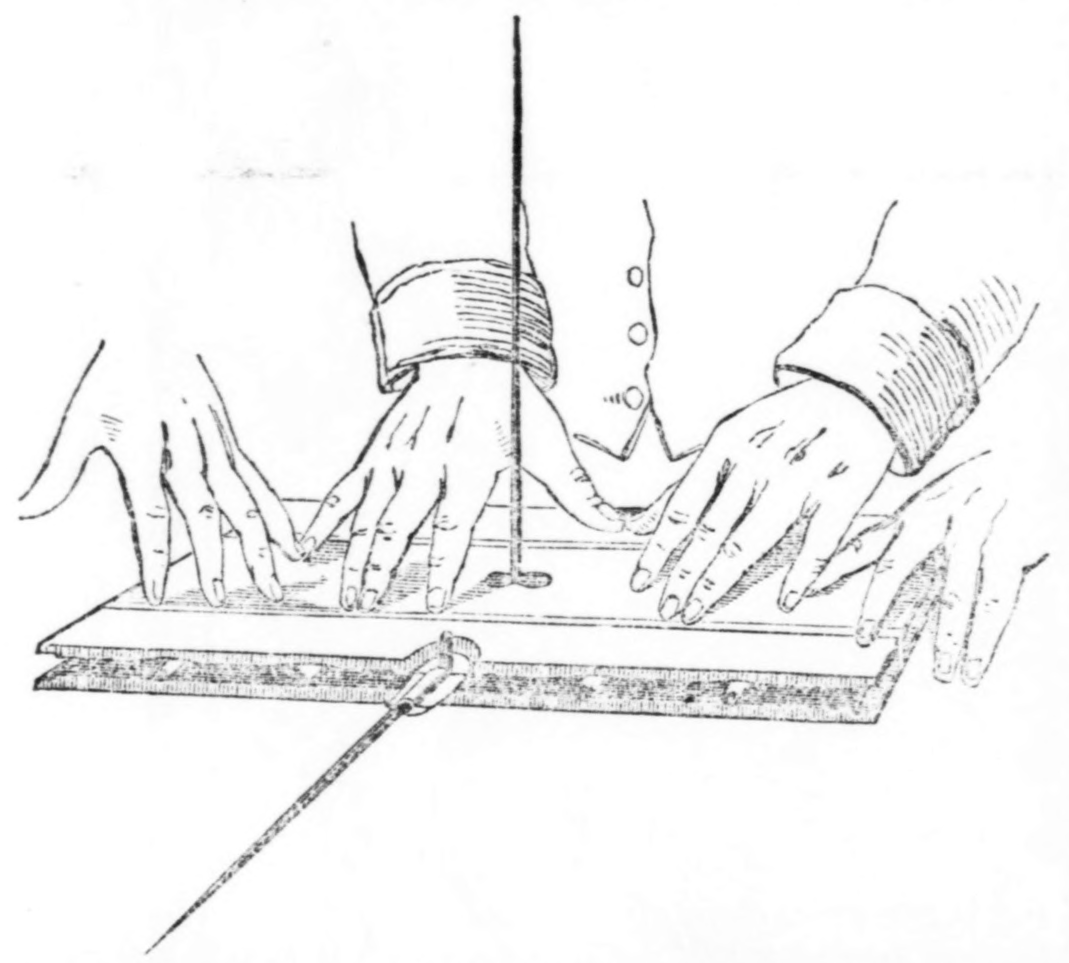
Aparat Faradaya do eksperymentalnej demonstracji efektu ideomotorycznego na obracanie stołu.

Zjawisko ideomotoryczne, znane również jako reakcja ideomotoryczna lub odruch ideomotoryczny, to psychologiczne zjawisko, które powoduje, że osoba nieświadomie wykonuje ruchy pod wpływem myśli lub wyobrażeń. Jest pojęciem w hipnozie i badaniach psychologicznych. Pochodzi od terminów „ideo” (idea, czyli reprezentacja umysłowa) i „motor” (działanie mięśni). Wyrażenia tego używa się najczęściej w odniesieniu do procesu, w którym myśl lub obraz mentalny wywołuje pozornie „odruchową” lub automatyczną reakcję mięśniową, często o niewielkim stopniu i potencjalnie poza świadomością osoby badanej. Podobnie jak odruchowa reakcja na ból, efekt ideomotoryczny powoduje, że ciało reaguje na same idee, bez świadomego podjęcia decyzji o działaniu. Zjawisko to przypisuje się efektom pisma automatycznego, różdżkarstwa, ułatwionej komunikacji i tablicom ouija.
Związany z tym termin „reakcja ideodynamiczna” (lub „odruch ideodynamiczny”) dotyczy szerszej dziedziny i obejmuje opis wszystkich reakcji cielesnych (w tym reakcji ideomotorycznych i ideosensorycznych) wywoływanych w podobny sposób przez pewne wyobrażenia, np. ślinotok często wywoływany przez wyobrażenie ssania cytryny, co jest reakcją wydzielniczą. Pojęcie reakcji ideodynamicznej przyczyniło się do pierwszego neuropsychologicznego wyjaśnienia przez Jamesa Braida zasady działania sugestii w hipnozie.